# Université de Bologne

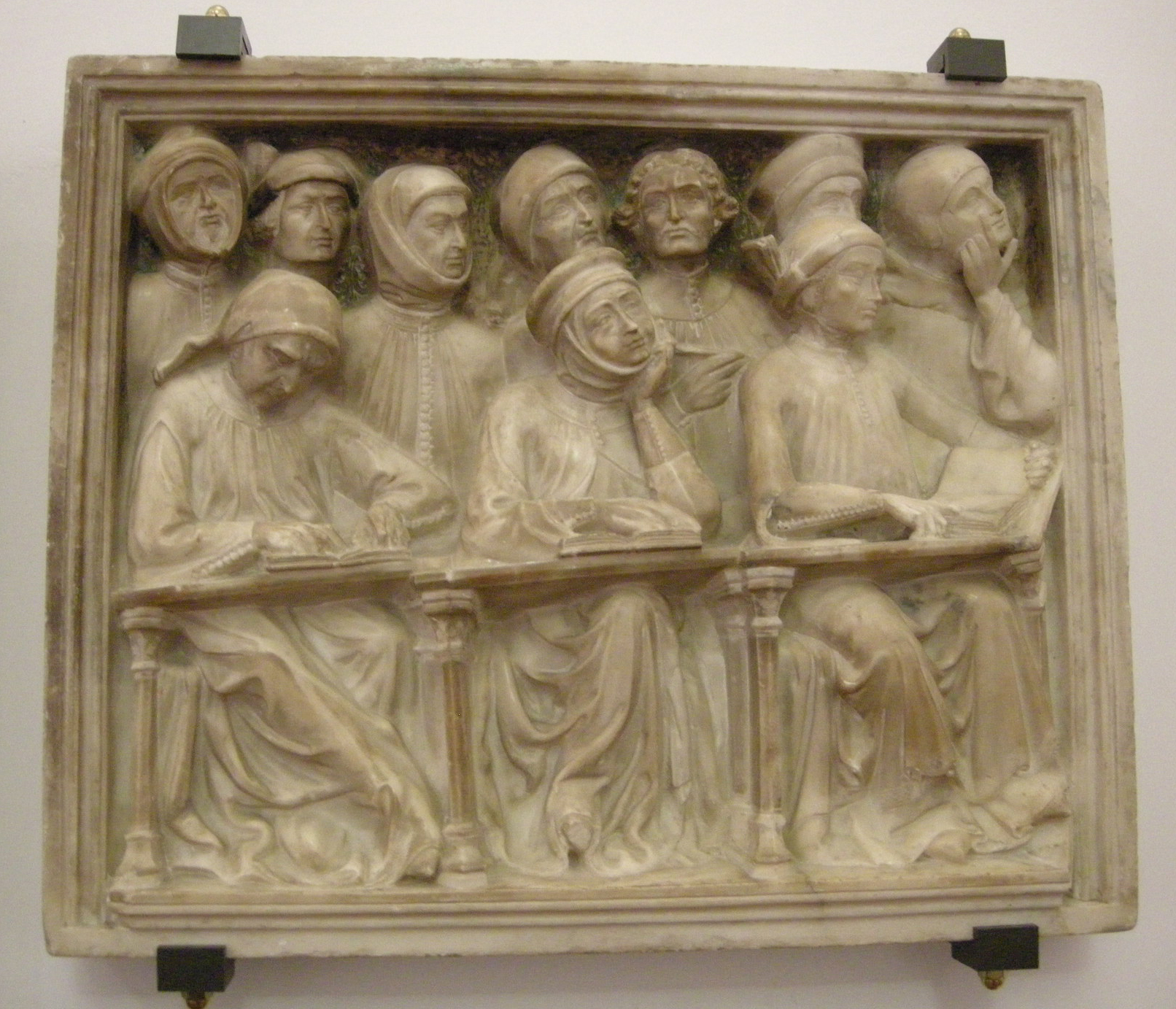
Étudiants universitaires : détail de la tombe de Giovanni da Legnano.

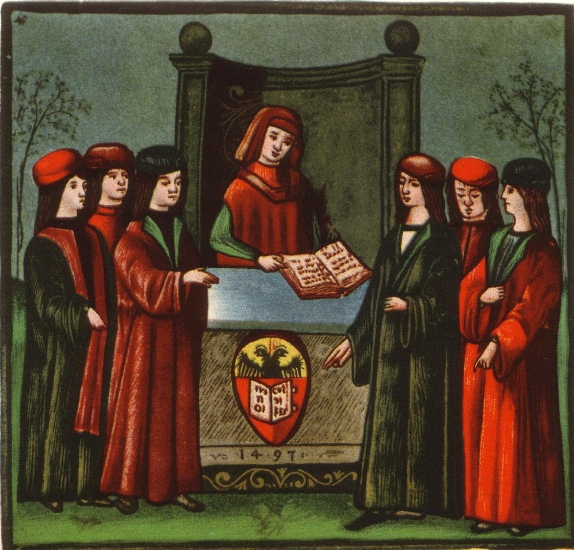
L'entrée d'étudiants dans la section allemande de l'université de Bologne, la Natio Germanica Bononiae, miniature de 1497.

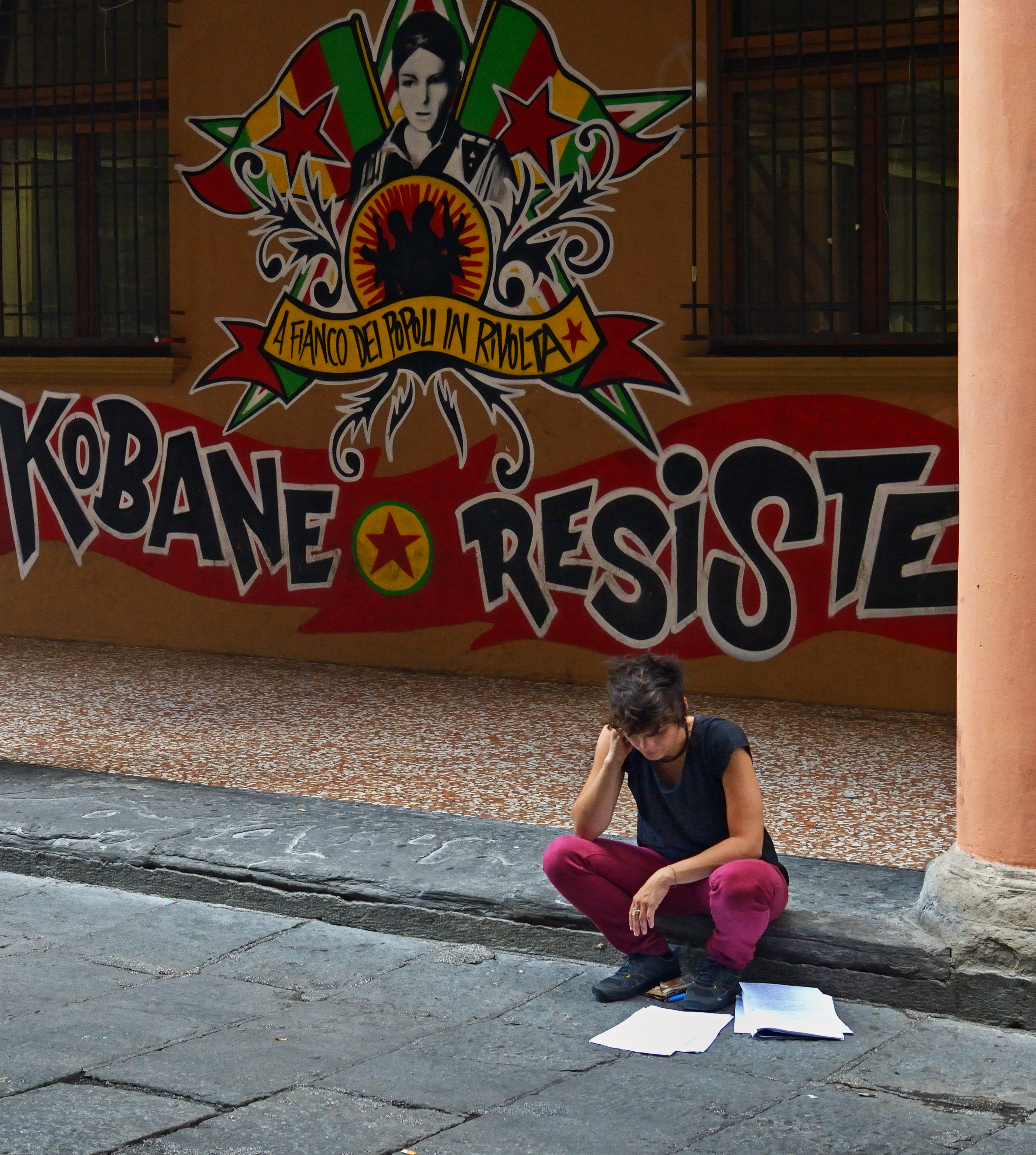
Étudiante de l'université en 2016.

L'université de Bologne (italien : Alma mater studiorum - Università di Bologna, UniBo) est une université italienne publique. Fondée en 1088, elle est souvent considérée comme la plus ancienne université du monde occidental, en fonction des sources et de la définition du concept d'université,,,.
Elle est la première institution à utiliser le terme « université » (en latin universitas) ainsi que la première université reconnue comme telle par le pape. Sa devise est Petrus ubique pater legum Bononia mater, « Saint Pierre est partout le père des lois, Bologne en est la mère ».
L'université de Bologne a plus de 100 000 étudiants (un quart de la population de la ville de Bologne) et presque 3 000 professeurs ce qui en fait l'une des plus grandes d'Europe. Depuis sa fondation, elle a attiré un grand nombre d'universitaires et d'étudiants provenant de toute l'Italie et du monde entier, ce qui la confirme comme l'une des plus importantes institutions universitaires,.

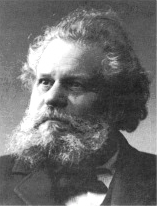
Giosuè Carducci.

## Histoire
Son histoire croise celle de grands personnages qui œuvrèrent en matière de sciences et de lettres ce qui fait d'elle une référence dans le panorama de la culture européenne.
Un comité d'historiens présidé par Giosuè Carducci a fixé, par convention, la fondation de cette université à l'année 1088. L'institution appelée jadis Studium naît donc à Bologne en cette fin du XIe siècle quand des étudiants étrangers s'associèrent pour former des sociétés estudiantines dans le but de l'entraide face au châtiment collectif pratiqué à l'époque. Ensuite elles firent appel aux maîtres grammairiens, des arts libéraux et de théologie des établissements d'enseignement laïc ainsi que religieux afin d'enseigner le droit. Les réunions scolaires (ou scholae) tendaient à se regrouper de manière informelle. Les premiers professeurs documentés sont Pepone et Irnerius, ce dernier considéré par la postérité comme lucerna juris.
À la demande de quatre docteurs de cette université, l'empereur romain germanique Frédéric Barberousse visite la ville de Bologne et promulgue en 1158, (ou peut-être dès 1155) l’Authentica habita qui fait de l'université, selon la loi, un lieu où la recherche se développe indépendamment de tout autre pouvoir. Cette constitution assura une protection directe aux étudiants en déclarant qu'« Ils ne seraient soumis uniquement à l'autorité de leurs maîtres ou de l'évêque de Bologne », plutôt qu'aux autorités civiles locales. Au cours de cette visite, il a rencontré les maîtres et les étudiants de la Faculté de Droit de Bologne. Les étudiants réclament la liberté de mouvement, leur permettant d'aller et venir sans entrave et de vivre en sécurité tout en poursuivant leurs études.
C'est le début de l'indépendance des universités vis-à-vis de l'État et de la création des associations étudiantes. Chaque association est dirigée par un recteur, étudiant avec plusieurs années de vie étudiante. Le recteur est élu par les étudiants et possède des qualifications spécifiques telles qu'être âgé d'au moins vingt-deux ans, de naissance légitime, avoir une bonne réputation et, de préférence, disposer de ses propres biens pour couvrir les dépenses. Le recteur a un rôle particulier, présidant le Conseil des Nations et le Tribunal universitaire. Ils engagent également des négociations avec les autorités de la commune civitatis.
Les nations universitaires apparurent vers 1180 à l'université de Bologne. Celle-ci comprenait deux nations, les cismontains (regroupant les sous-nations lombardes, toscanes et siciliennes) et les ultramontains (regroupant treize sous-nations de l'Europe chrétienne),. Cependant, chaque nation était subdivisée en sous-nations, respectivement 17 pour les cismontains et 14 pour les ultramontains.
De nouvelles chaires sont créées pour l’enseignement de la rhétorique (1439), des langues orientales (1464), des mathématiques (1545) et du grec (1455) Les universités ont commencé à s'organiser en différentes facultés ou départements. Une université typique aurait une faculté des arts et une ou plusieurs facultés dédiées à des matières telles que la théologie, le droit de l'Église, le droit romain ou la médecine. Chaque discipline a commencé à avoir ses propres manuels importants que les étudiants étudiaient.
Les universités ont également établi des méthodes d’enseignement communes utilisées dans différentes disciplines. Les cours étaient donnés par des professeurs qui commentaient des textes spécifiques, fournissant des explications et des interprétations. Les disputes (discussions) étaient une autre méthode importante par laquelle les étudiants et les universitaires s'engageaient dans des débats, prenant différents côtés d'un argument.
Les chercheurs qui ont travaillé dans ce contexte universitaire ont commencé à développer des modes de pensée nouveaux et innovants dans divers domaines d’études, contribuant ainsi à l’avancement des connaissances et de la compréhension.
Le Jardin botanique de l'université de Bologne est créé en 1568, à la demande du naturaliste Ulisse Aldrovandi (1522-1605).
En juin 1888, les grandes fêtes organisées pour le 800e anniversaire de l'université de Bologne, sous l'égide de Giosuè Carducci eurent un retentissement international. À cette occasion furent créées les associations festives étudiantes françaises de la Faluche et italiennes de la Goliardia. Conséquence à plus long terme, ces fêtes amenèrent la création par Efisio Giglio-Tos de la Corda Fratres en 1898, première organisation mondiale festive et fraternelle étudiante.

## Personnalités liées à l'université

### Professeurs
- XIe siècle
  - Irnerius, droit romain, considéré comme le fondateur de la faculté de droit de Bologne.
- XIIe siècle
  - Gratien, droit, fondateur du droit canonique.
  - Bulgarus, droit romain.
- XIIIe siècle
  - Guido Fabe, professeur de rhétorique, dans le second quart du siècle.
  - Ugo Borgognoni (it), chirurgie, dans la première moitié du siècle.
  - Guglielmo da Saliceto, chirurgie de 1269 à 1274.
- XIVe siècle
  - Giovanni da Legnano, droit, dans les années 1350.
  - Manuel Chrysoloras, grec de 1396 à 1400.
  - Cecco d'Ascoli, professeur d'astrologie.
  - Antonius de Monte Ulmi, professeur de grammaire, d'astrologie.
- XVe siècle
  - Youri Drohobytch, mathématiques, astronomie et médecine en 1478 et 1482.
  - Scipione del Ferro, arithmétique et géométrie de 1496 à 1526 : son nom est lié à la méthode de résolution d'équation de troisième degré.
  - Lippo Bartolomeo Dardi, mathématiques et astronomie, à partir de 1434: c'est également un maître d'armes tenu comme fondateur du style de l'escrime bolonaise
- XVIe siècle
  - André Vésale, chirurgie et anatomie en 1540.
  - Piotr Sołtanowicz
  - Mariano Santo (it), chirurgie-urologie en 1516 - 1520.
  - Jérôme Cardan, médecine en 1516 - 1520.
  - Ulisse Aldrovandi, philosophie à partir de 1559 et histoire naturelle à partir de 1561.
  - Gaspare Tagliacozzi, chirurgie à partir de 1569, considéré comme l'inventeur de la chirurgie faciale.
- XVIIe siècle
  - Bonaventura Cavalieri, mathématiques de 1629 à 1647, connu pour sa méthode des indivisibles.
  - Pietro Mengoli, mathématiques de 1647 à 1686.
  - Giovanni Domenico Cassini, géométrie et astronomie dans les années 1650.
  - Marcello Malpighi, médecine de 1659 à 1661 et de 1666 à 1691, considéré comme le père de l'histologie.
  - Domenico Guglielmini, mathématiques de 1690-1698 ; pionnier de l'hydrologie et de la morphologie fluviale
- XVIIIe siècle
  - Maria Gaetana Agnesi (?)
  - Antonio Maria Valsalva, anatomie de 1709 à 1723.
  - Francesco Maria Zanotti, philosophie à partir de 1718.
  - Laura Bassi, biologie et physique (première femme en Europe) à partir de 1733.
  - Luigi Galvani, anatomie et obstétrique de 1769 à 1797.
- XIXe siècle
  - Filippo Re, agronomie de 1803 à 1815.
  - Giosuè Carducci, littérature italienne de 1860 à 1904 .
  - Francesco Selmi, chimie pharmacologique et toxicologie à partir de 1867.
  - Augusto Murri (it), médecine de 1871 à 1906.
  - Giacomo Luigi Ciamician (it), chimie de 1889 jusqu'à sa mort.
  - Augusto Righi, physique à partir de 1889.
  - Giovanni Pascoli, grec et latin de 1895 à 1897, et à partir de 1905, littérature italienne.
  - Giambattista Magistrini, mathématiques de 1804 à 1849.
- XXe siècle
  - Federigo Enriques, géométrie.
  - Umberto Eco, sémiotique.
  - Carlo Ginzburg, histoire moderne.
  - Romano Prodi, économie et politique industrielle.
  - Ezio Raimondi (it), littérature.
  - Alfonso Traina (it), littérature.
  - Girolamo Arnaldi, histoire médiévale.
  - Enzo Degani, littérature et philologie grecques, de 1969 à 2000.
  - Fiorenzo Facchini, paléoanthropologie.

### Étudiants
- Irnerius, fondateur de l'École des glossateurs
- Thomas Becket, archevêque de Canterbury
- Francesco Petrarca
- Leon Battista Alberti
- Pape Alexandre VI
- Pico della Mirandola
- Arnold Gheyloven (vers 1375-1442), moine augustin flamand, membre des Frères de la vie commune, juriste spécialiste de droit canonique.
- Érasme de Rotterdam
- Lelio Vincenti (XVIe – XVIIe siècle), médecin et philosophe
- Albrecht Dürer
- Nicolas Copernic, formulateur du modèle universel héliocentrique
- Paracelse, fondateur de la discipline de la toxicologie
- Pape Innocent IX
- Ulisse Aldrovandi
- Saint-Charles-Borromée, archevêque de Milan
- Torquato Tasso
- Gasparo Tagliacozzi, pionnier de la chirurgie plastique et reconstructive
- Pape Grégoire XV
- Pietro Mengoli
- Marcello Malpighi
- Carlo Goldoni
- Laura Bassi, la première femme du monde qui a obtenu une chaire universitaire dans un domaine scientifique des études
- Lazzaro Spallanzani
- Luigi Galvani, découvreur de l'électricité animale et pionnier de la bioélectromagnétisme
- Augusto Righi, pionnier dans l'étude de l'électromagnétisme
- Giovanni Pascoli
- Adamo Boari
- Carlo Severini
- Guglielmo Marconi
- Giacomo Matteotti
- Riccardo Bacchelli
- Enzo Ferrari, fondateur de la Scuderia Ferrari
- Michelangelo Antonioni
- Pier Paolo Pasolini
- Giorgio Armani, fondateur d'Armani
- Pier Ugo Calzolari
- Mauro Forghieri, ingénieur emblématique de la Scuderia Ferrari
- Piero Gnudi, Ministre du Tourisme, des Sports et des affaires régionales au sein du Cabinet Monti
- Pierluigi Bersani, ancien secrétaire du Parti démocrate italien
- Vasco Rossi
- Lorenzo Sassoli de Bianchi, président de Valsoia
- Mazen Asfour
- Pier Ferdinando Casini, leader de l'Union du Centre
- Carlo Alberto Nucci
- Pierluigi Collina
- Yusuf Mohamed Ismail
- Aldo Costa, directeur de l'ingénierie de la Mercedes Grand Prix
- Juan Fernando López Aguilar, député socialiste du Parlement européen
- Stefano Domenicali, président de la Formule 1 et un des anciens dirigeants de la Scuderia Ferrari
- Pablo Iglesias Turrión, chef de file du parti Podemos
- Fei Skorda
- Lorenzo Fragola
- Monica Mondardini
- Marica Branchesi
- Gian Luca Zattini
- Rula Jebreal, journaliste israélienne d'origine palestinienne, naturalisée italienne